# Io, Amleto
Io, Amleto è un film del 1952 diretto da Giorgio Simonelli.
Parodia dell'omonima tragedia di William Shakespeare, il suo insuccesso commerciale portò di lì a poco l'appena fondata "Macario Film" al fallimento.

## Trama
Il film narra le avventure di Amleto che dopo una serie di peripezie riuscirà ad uccidere l'usurpatore Claudio, a sposare Ofelia e a farsi eleggere presidente della Repubblica.